# Pontigny
Pour les articles homonymes, voir Pontigny (homonymie).
Cet article possède des paronymes, voir Pontivy et Potigny.
Pontigny est une commune française située dans le département de l'Yonne en région Bourgogne-Franche-Comté. Elle abrite la célèbre abbaye de Pontigny.

## Géographie

### Voies de communication
La commune est traversée dans le sens nord-sud par la N77 joignant Auxerre au sud et Saint-Florentin et Troyes au nord, et par la D91 reliant Migennes à l'ouest et Chablis au sud-est.
La sortie 20 (« Venoy ») de l'autoroute A6 est à 16 km au sud, la sortie 19 (« Monéteau ») est à 19 km au sud-ouest.
Les gares les plus proches sont celles de Laroche - Migennes (la mieux desservie) à 18 km et celle d'Auxerre à 19 km.

### Hydrographie

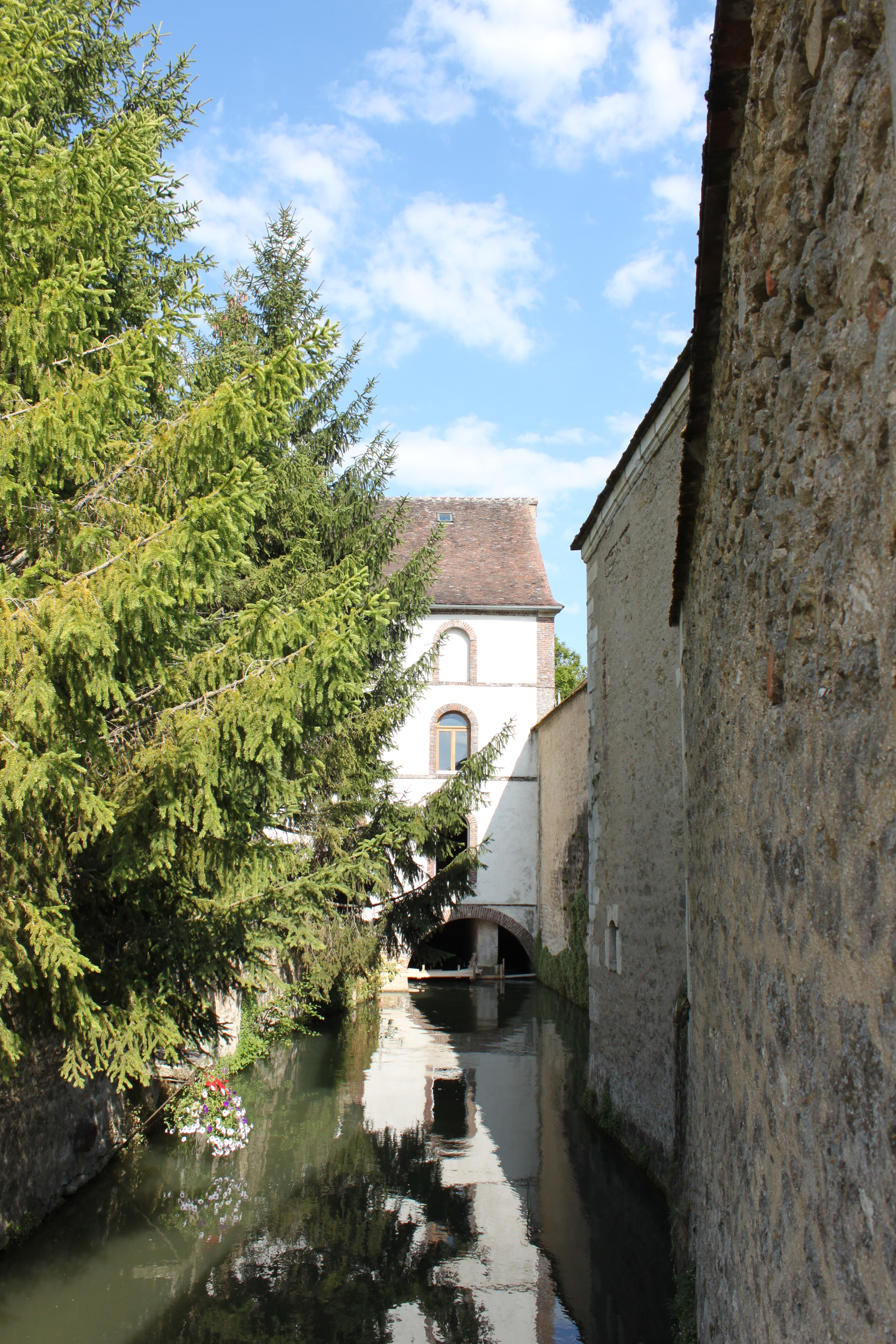
Le Serein au moulin de Pontigny.

Le Serein, très méandreux, traverse la commune d'Est en Ouest sur environ 8,2 km. Il est doublé en rive gauche par le bief du Moulin, long de 2,7 km et qui finit dans Pontigny même.
Six de ses affluents coulent sur la commune :
- le ru du Poncelot[Sandre 3], qui coule du sud au nord sur la commune pendant 2,6 km avant de couper le cours du bief du Moulin puis de confluer en rive gauche sur la commune de Ligny-le-Châtel ;
- le ru des Prés du Bois[Sandre 4] (5,7 km de long) prend naissance sur Varennes et traverse Ligny-le-Châtel, puis arrive sur la commune et y coule sur 620 m avant de confluer en rive droite à 1,7 km en amont de la N77 ;
- le ru des Cinquantaines[Sandre 5] coule du sud au nord entièrement sur la commune sur environ 6,2 km ; il coupe lui aussi le cours du bief du Moulin puis conflue environ 900 m en amont de la N77 ;
- le ru du Bois[Sandre 6] forme limite avec la commune de Venouse sur 3,4 km, puis sur Seignelay pour environ 200 m avant de confluer en rive gauche 460 m en aval de la N77 ;
- le ru de Roncenay[Sandre 7] (1,8 km) naît sur la commune et conflue en rive droite 700 m en aval de la N77 ;
- le ru des Lames (2,9 km) puis le ru de Savry (1,5 km), affluents de rive gauche, coulent essentiellement sur Venouse avant de couler pour quelques dizaines de mètres sur Seignelay et de confluer sur des bras secondaires du Serein.

La commune comprend très peu de surface d'eaux stagnantes (étang ou lac), avec seulement trois étangs : un petit étang d'environ 82 ares à Entre Deux Eaux, une presqu'île à l'intérieur d'un méandre très resserré du Serein ; un étang de plus de un hectare à côté de la station d'épuration, toujours dans la vallée du Serein ; et un très petit étang de 25 ares derrière le Beugnon.

### Hameaux, lieux-dits et écarts
Cinq hameaux sont entièrement situés sur la commune, et une partie du hameau des Prés du Bois d'en Bas.
Les lieux suivis d'une astérisque sont situés à l'écart de la route indiquée. Les lieux-dits sont en italiques.
B
- Le Beugnon, Rue de la Tuilerie

C
- Les Chantereaux*, D91 vers Ligny
- Le Clou*, Rue de la Tuilerie

E
- Entre Deux Eaux*, D91 vers Ligny
- Les Essais*, Rue de la Tuilerie

J
- La Jeune Plante*, S-E de commune

L
- La Lame de Champagne, D91 vers Migennes
- La Lame Jeanneton*, N77 vers Auxerre
- La Lame de Ligny*, rive droite du ru du Pancelot
- La Loge*, S-E de commune

P
- Le Parc*, derrière l'abbaye à l'Est
- Les Prés du Bois d'en Bas* (en partie), D91 vers Ligny
- La Prise*, D91 vers Migennes
- Les Petits Graviers*, N77 vers St-Florentin

R
- Roncenay*, D91 vers Migennes
- La Rue Feuillée*, D91 vers Ligny (Chemin de St-Edme)
- Ruisy*, D91 vers Migennes

S
- Les Sables, S-E de commune
- Ste-Procaire (Ste-Porcaire), D91 vers Migennes
- Ste-Radegonde (Chapelle)*, D91 vers Migennes
- Les Saules Verts*, N77 vers Auxerre

T
- La Terre Longe, S-E de commune
- Tue-Vilain, S-E de commune
- La Tuilerie, Rue de la Tuilerie

### Climat
Pour des articles plus généraux, voir Climat de la Bourgogne-Franche-Comté et Climat de l'Yonne.
En 2010, le climat de la commune est de type climat océanique dégradé des plaines du Centre et du Nord, selon une étude du Centre national de la recherche scientifique s'appuyant sur une série de données couvrant la période 1971-2000. En 2020, Météo-France publie une typologie des climats de la France métropolitaine dans laquelle la commune est exposée à un climat océanique altéré et est dans la région climatique  Lorraine, plateau de Langres, Morvan, caractérisée par un hiver rude (1,5 °C), des vents modérés et des brouillards fréquents en automne et hiver. 
Pour la période 1971-2000, la température annuelle moyenne est de 11,1 °C, avec une amplitude thermique annuelle de 15,5 °C. Le cumul annuel moyen de précipitations est de 738 mm, avec 11,4 jours de précipitations en janvier et 7,8 jours en juillet. Pour la période 1991-2020, la température moyenne annuelle observée sur la station météorologique de Météo-France la plus proche, « Ligny-le-Châtel », sur la commune de Ligny-le-Châtel à 4 km à vol d'oiseau, est de 11,5 °C et le cumul annuel moyen de précipitations est de 772,9 mm. 
La température maximale relevée sur cette station est de 40,7 °C, atteinte le 7 août 2003 ; la température minimale est de −22 °C, atteinte le 16 janvier 1985,,. 
Les paramètres climatiques de la commune ont été estimés pour le milieu du siècle (2041-2070) selon différents scénarios d'émission de gaz à effet de serre à partir des nouvelles projections climatiques de référence DRIAS-2020. Ils sont consultables sur un site dédié publié par Météo-France en novembre 2022.

## Urbanisme

### Typologie
Au 1er janvier 2024, Pontigny est catégorisée commune rurale à habitat dispersé, selon la nouvelle grille communale de densité à sept niveaux définie par l'Insee en 2022.
Elle est située hors unité urbaine. Par ailleurs la commune fait partie de l'aire d'attraction d'Auxerre, dont elle est une commune de la couronne,. Cette aire, qui regroupe 104 communes, est catégorisée dans les aires de 50 000 à moins de 200 000 habitants,.

### Occupation des sols
L'occupation des sols de la commune, telle qu'elle ressort de la base de données européenne d’occupation biophysique des sols Corine Land Cover (CLC), est marquée par l'importance des territoires agricoles (84,8 % en 2018), une proportion sensiblement équivalente à celle de 1990 (85,4 %). La répartition détaillée en 2018 est la suivante : 
terres arables (45,4 %), prairies (24 %), zones agricoles hétérogènes (15,4 %), forêts (9,8 %), zones urbanisées (5,4 %). L'évolution de l’occupation des sols de la commune et de ses infrastructures peut être observée sur les différentes représentations cartographiques du territoire : la carte de Cassini (XVIIIe siècle), la carte d'état-major (1820-1866) et les cartes ou photos aériennes de l'IGN pour la période actuelle (1950 à aujourd'hui).

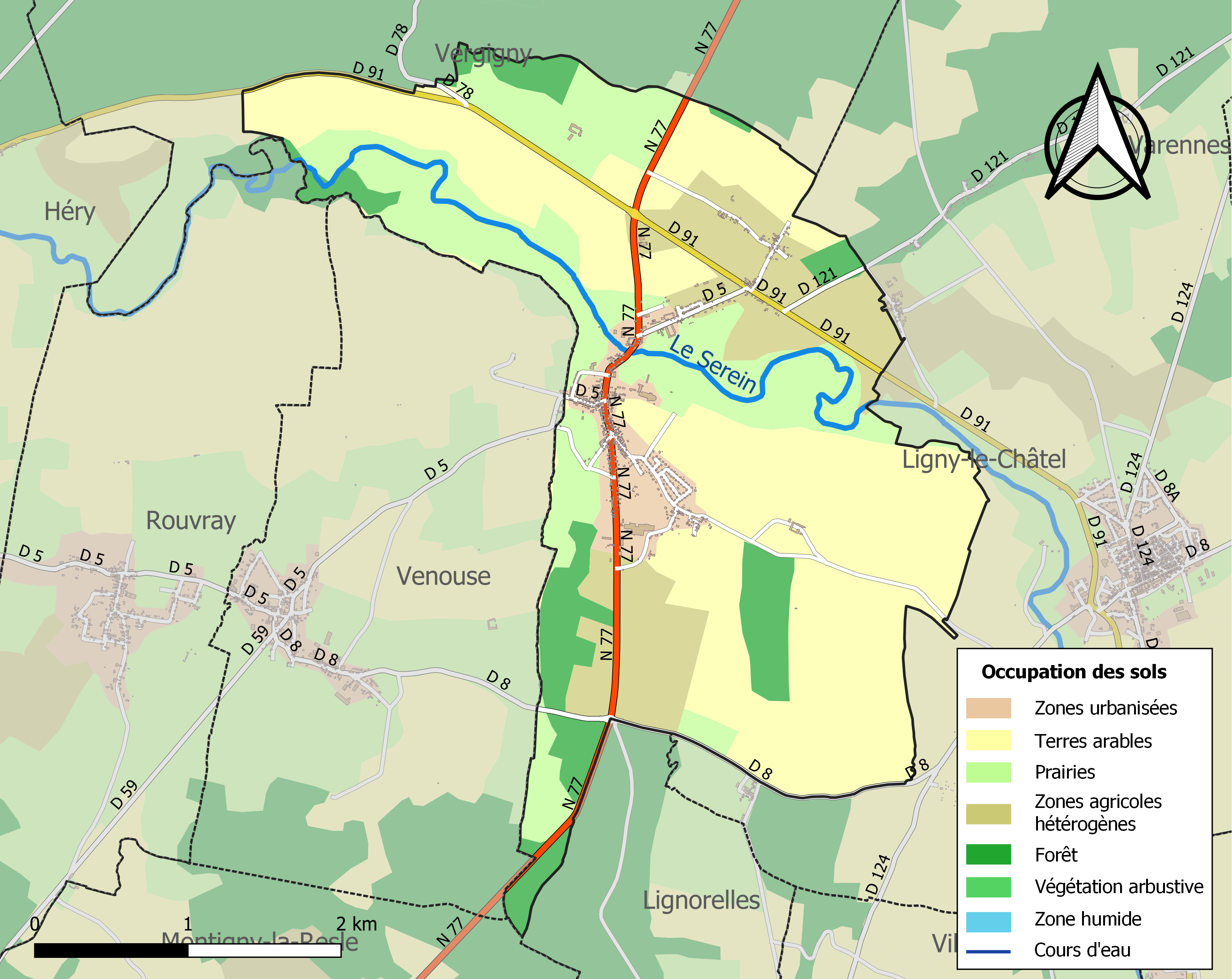
Carte des infrastructures et de l'occupation des sols de la commune en 2018 (CLC).

## Toponymie
- D'un nom de personne Pontinius suivi du suffixe -acum.
- Pontiniacum (1119), Ponteigni (1269), Pontigny (1793).

## Histoire

### Moyen Âge
Le Serein à Pontigny est le point de rencontre de sept territoires féodaux : comtés d'Auxerre, de Tonnerre et de Champagne, diocèses d'Auxerre, de Sens et de Langres, et le fief de l'abbaye de Pontigny. C'est du pont de Pontigny qu'il était dit que deux évêques et deux abbés pouvaient s'asseoir ensemble sans quitter leurs territoires respectifs. Il s'agissait des évêques de Sens et de Langres, et des abbés de Pontigny et de Saint-Germain d'Auxerre.
La première implantation remonte à 1114 : des moines venus de Cîteaux défrichent une terre sur la rive du Serein, sur la paroisse de Venouse, pour y fonder une abbaye qui prend le nom de Pontigny (du nom du pont qu'ils construisent sur la rivière). La légende situe dans cette abbaye la rédaction de la Grande Charte par les barons anglais révoltés contre Jean sans Terre.
À partir de 1240, de nombreux pèlerins affluent vers les reliques de saint Edme, archevêque anglais inhumé dans l'église. Après 1285, les premiers laïcs s'installent à Pontigny et des maisons de bois apparaissent le long de la muraille du monastère.
Lorsqu'un conflit éclatait entre l'un ou l'autre des princes ou des prélats, plutôt que de se battre ou de s'excommunier, et comme aucun n'admettait de se rendre chez l'autre pour négocier, puisque aussi chacun pouvait se prétendre chez lui sur l'arche centrale du pont de Pontigny, les grands qui gouvernaient vinrent se rencontrer au beau milieu de ce pont à de multiples reprises pour signer accords et conventions. Dans les grandes circonstances, on dressait une table dans l'axe du Serein ; et les trois comtes, les évêques et l'abbé de Pontigny y réglaient en dînant les affaires de nos régions.

### Temps modernes
En 1549, on fabrique des tuiles et des carreaux de terre cuite, grâce à une argile de bonne qualité qu'on extrait sur place. La force hydraulique est exploitée par un moulin à grains et plus tard par un moulin à foulon (en 1746).

### Révolution française
À la Révolution, Pontigny, alors hameau rattaché à Venouse, devient une commune indépendante. L'abbaye, quant à elle, est fermée et les moines chassés. Les bâtiments sont démolis et servent de carrière pour les habitants. L'église est épargnée et devient église paroissiale.

### Époque contemporaine
De 1848 à 1903, le domaine de l'abbaye est occupé par les pères de Saint-Edme, confrérie fondée par le père Jean-Baptiste Muard.
Au début du XXe siècle, l'abbaye de Pontigny a été le cadre d'un mouvement intellectuel important, les Décades de Pontigny. Il s'agissait de rencontres, durant l'été, d'intellectuels d'horizons très divers invités dans ce cadre verdoyant par son propriétaire de l'époque, Paul Desjardins. Entre 1910 et 1939, tout ce que la France compta d'écrivains, d'historiens, de philosophes etc. vint, une année ou l'autre, à Pontigny ; entre autres, Gaston Bachelard, Charles Du Bos, André Gide, Pierre Do-Dinh, Bernard Groethuysen, Alexandre Koyré, Helmut Kuhn et sa femme Käthe, André Malraux, Gabriel Marcel, Roger Martin du Gard, Robert Oppenheimer, Raymond Aron, Jean-Paul Sartre, Paul Valéry, Herbert George Wells. L'écrivain Henry de Montherlant, le philosophe Vladimir Jankélévitch et d'autres ont marqué le mouvement, qui s'est poursuivi après la mort de Paul Desjardins par les Colloques de Cerisy. L'inspiration de Paul Desjardins était les Solitaires de Port-Royal des Champs.
En 1954, l'abbatiale de Pontigny est érigée, siège épiscopal de la Mission de France par le pape Pie XII.

## Politique et administration
| Période                                  | Période  | Identité         | Étiquette | Qualité |
| ---------------------------------------- | -------- | ---------------- | --------- | ------- |
| Les données manquantes sont à compléter. |          |                  |           |         |
| 2008                                     | 2014     | Hubert Trapet    |           |         |
| 2014                                     | En cours | Emmanuel Maufroy |           |         |

## Démographie
L'évolution du nombre d'habitants est connue à travers les recensements de la population effectués dans la commune depuis 1793. Pour les communes de moins de 10 000 habitants, une enquête de recensement portant sur toute la population est réalisée tous les cinq ans, les populations de référence des années intermédiaires étant quant à elles estimées par interpolation ou extrapolation. Pour la commune, le premier recensement exhaustif entrant dans le cadre du nouveau dispositif a été réalisé en 2004.

En 2022, la commune comptait 774 habitants, en évolution de +2,65 % par rapport à 2016 (Yonne : −1,95 %, France hors Mayotte : +2,11 %).
| 1793 | 1800 | 1806 | 1821 | 1831 | 1836 | 1841 | 1846 | 1851 |
| ---- | ---- | ---- | ---- | ---- | ---- | ---- | ---- | ---- |
| 406  | 496  | 478  | 496  | 714  | 726  | 705  | 742  | 829  |

| 1856 | 1861 | 1866 | 1872 | 1876 | 1881 | 1886 | 1891 | 1896 |
| ---- | ---- | ---- | ---- | ---- | ---- | ---- | ---- | ---- |
| 785  | 770  | 811  | 828  | 852  | 791  | 851  | 823  | 769  |

| 1901 | 1906 | 1911 | 1921 | 1926 | 1931 | 1936 | 1946 | 1954 |
| ---- | ---- | ---- | ---- | ---- | ---- | ---- | ---- | ---- |
| 778  | 776  | 736  | 716  | 697  | 700  | 700  | 596  | 776  |

| 1962 | 1968 | 1975 | 1982 | 1990 | 1999 | 2004 | 2006 | 2009 |
| ---- | ---- | ---- | ---- | ---- | ---- | ---- | ---- | ---- |
| 677  | 668  | 684  | 727  | 737  | 748  | 809  | 757  | 724  |

| 2014 | 2019 | 2022 | - | - | - | - | - | - |
| ---- | ---- | ---- | - | - | - | - | - | - |
| 749  | 749  | 774  | - | - | - | - | - | - |

## Culture locale et patrimoine

### Lieux et monuments
- Abbaye de Pontigny et son église abbatiale.

Le domaine monastique, hors l'église, est acquis en 2003 par la région Bourgogne qui le remet en vente en 2006. La région Bourgogne-Franche-Comté le vend en 2020 à la Fondation François Schneider.

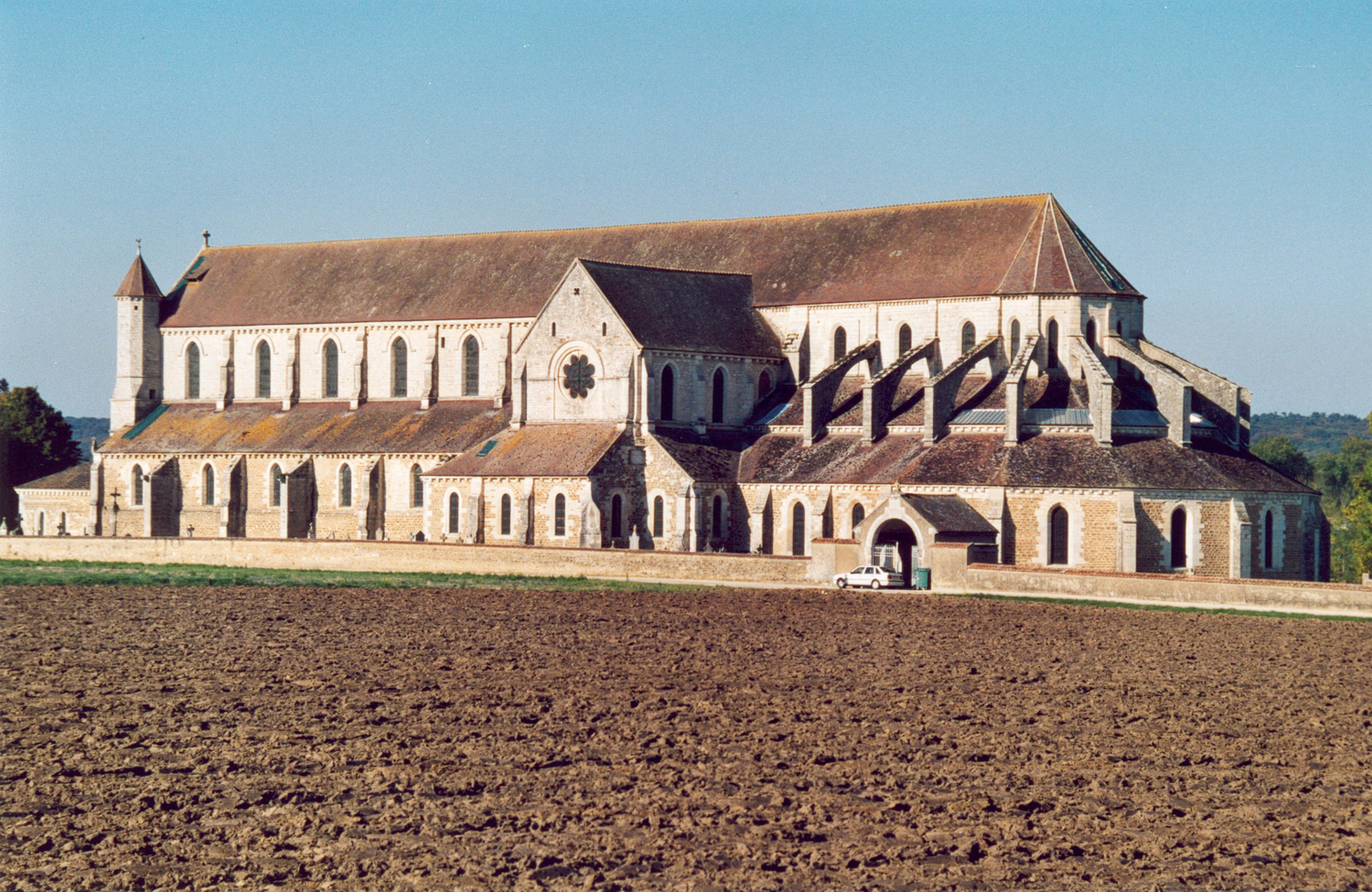
L'église abbatiale de Pontigny.
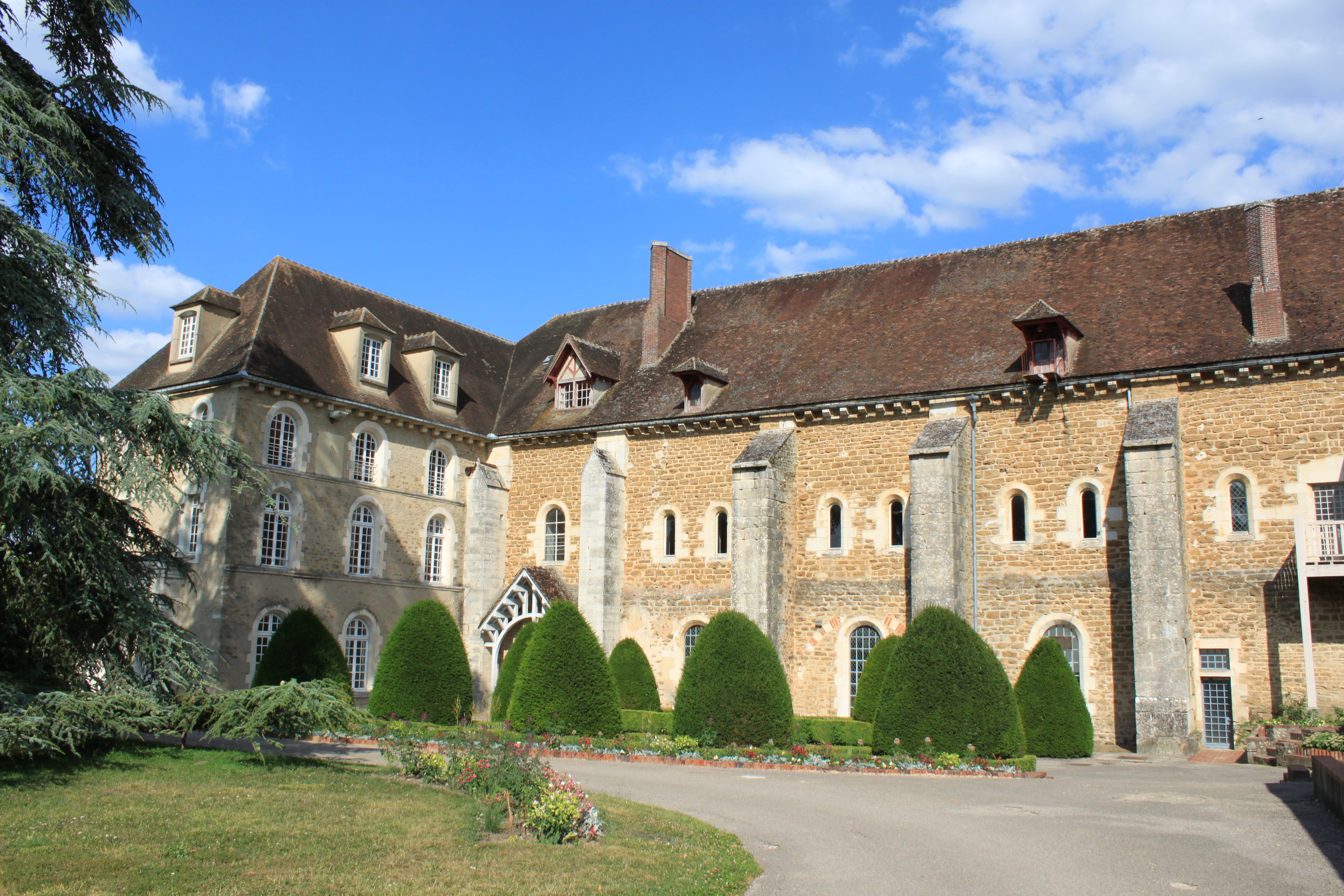
Abbaye de Pontigny, bâtiment des convers (XVIIe siècle).

### Personnalités liées à la commune
- Paul Desjardins (1859-1940) : professeur et journaliste français, animateur des Décades de Pontigny, inhumé dans le cimetière de Pontigny.
- Auguste Jean-Baptiste Tauleigne[20], plus connu sous le nom d'abbé Tauleigne, curé de Pontigny et scientifique inventeur. Avec des moyens de fortune il parvient à mettre au point ses propres inventions dans le domaine de la télégraphie sans fil, de l'optique (appareil de projection), de l'acoustique (haut-parleurs et phonographe), de la photographie trichrome et de la radiographie, notamment[21]. Mort le 5 juin 1926, il est enterré au pied de la grande croix du cimetière de Pontigny.
- Denise Cerneau, amie de Pierre de Froment, résistante du groupe Combat Zone Nord.
- Terryl Nancy Kinder, historienne de l'art américaine, spécialiste de l'architecture et de l'art cisterciens et particulièrement de l'abbaye de Pontigny, habitante de Pontigny.
- Émile Louis (1934-2013), tueur en série, né à Auxerre et élevé à Pontigny.
- Jean-Pierre Léaud, acteur français, a fait une partie de sa scolarité.